# Euclimacia flavicauda
Euclimacia flavicauda är en insektsart som beskrevs av Esben-petersen 1917. Euclimacia flavicauda ingår i släktet Euclimacia och familjen fångsländor. Inga underarter finns listade i Catalogue of Life.